# Proliferodiscus earoleucus
Proliferodiscus earoleucus är en svampart som först beskrevs av Berk. & Broome, och fick sitt nu gällande namn av J.H. Haines & Dumont 1983. Proliferodiscus earoleucus ingår i släktet Proliferodiscus och familjen Hyaloscyphaceae.   Inga underarter finns listade i Catalogue of Life.